# Campionati europei di atletica leggera indoor 2002
I XXVII campionati europei di atletica leggera indoor si sono svolti a Vienna, in Austria, presso il Ferry-Dusika-Hallenstadion, dal 1° al 3 marzo 2002. 

## Nazioni partecipanti
Tra parentesi, il numero di atleti partecipanti per nazione.
- Albania (3)
- Andorra (2)
- Armenia (1)
- Austria (33)
- Azerbaigian (2)
- Belgio (10)
- Bielorussia (12)
- Bosnia ed Erzegovina (2)
- Bulgaria (12)
- Rep. Ceca (24)
- Cipro (8)
- Croazia (8)
- Danimarca (5)
- Estonia (5)
- Finlandia (9)

- Francia (41)
- Georgia (1)
- Germania (27)
- Grecia (17)
- Irlanda (14)
- Islanda (2)
- Israele (4)
- Italia (28)
- Jugoslavia (4)
- Lettonia (4)
- Lituania (3)
- Lussemburgo (1)
- Malta (3)
- Moldavia (2)
- Norvegia (4)

- Paesi Bassi (12)
- Polonia (24)
- Portogallo (18)
- Regno Unito (21)
- Romania (12)
- Russia (56)
- San Marino (1)
- Slovacchia (10)
- Slovenia (21)
- Spagna (35)
- Svezia (16)
- Svizzera (6)
- Turchia (7)
- Ucraina (11)
- Ungheria (17)

## Risultati

### Uomini
| Specialità | Oro                                                                      | Risultato | Argento                                                           | Risultato | Bronzo                                                | Risultato |
| Corse piane |                                                                          |           |                                                                   |           |                                                       |           |
| 60 metri (dettagli) | Jason Gardener                                                           | 6"49 =    | Mark Lewis-Francis                                                | 6"55      | Anatoliy Dovhal                                       | 6"62      |
| 200 metri (dettagli) | Marcin Urbas                                                             | 20"64     | Christian Malcolm                                                 | 20"65     | Robert Mackowiak                                      | 20"77     |
| 400 metri (dettagli) | Marek Plawgo                                                             | 45"39     | Jimisola Laursen                                                  | 45"59     | Ioan Vieru                                            | 46"17     |
| 800 metri (dettagli) | Pawel Czapiewski                                                         | 1'44"78   | André Bucher                                                      | 1'44"93   | Antonio Reina                                         | 1'45"25   |
| 1500 metri (dettagli) | Rui Silva                                                                | 3'49"93   | Juan Higuero                                                      | 3'50"08   | Michael East                                          | 3'50"52   |
| 3000 metri (dettagli) | Alberto García                                                           | 7'43"89   | Antonio David Jiménez                                             | 7'46"49   | Jesús España John Mayock                              | 7'48"08   |
| Corse a ostacoli |                                                                          |           |                                                                   |           |                                                       |           |
| 60 metri ostacoli (dettagli) | Colin Jackson                                                            | 7"40      | Elmar Lichtenegger                                                | 7"44      | Staņislavs Olijars                                    | 7"51      |
| Staffette |                                                                          |           |                                                                   |           |                                                       |           |
| Staffetta 4×400 metri (dettagli) | Polonia Marek Plawgo Piotr Rysiukiewicz Artur Gąsiewski Robert Maćkowiak | 3'05"50   | Francia Marc Foucan Laurent Claudel Loic Lerouge Stéphane Diagana | 3'06"42   | Spagna Carlos Meléndez David Canal Salvador Rodríguez | 3'06"60   |
| Salti |                                                                          |           |                                                                   |           |                                                       |           |
| Salto in alto (dettagli) | Staffan Strand                                                           | 2,34 m    | Stefan Holm                                                       | 2,30 m    | Yaroslav Rybakov                                      | 2,30 m    |
| Salto con l'asta (dettagli) | Tim Lobinger                                                             | 5,75 m    | Patrik Kristiansson                                               | 5,75 m    | Lars Börgeling                                        | 5,75 m    |
| Salto in lungo (dettagli) | Raúl Fernández                                                           | 8,22 m    | Yago Lamela                                                       | 8,17 m    | Petar Dachev                                          | 8,17 m    |
| Salto triplo (dettagli) | Christian Olsson                                                         | 17,54 m = | Marian Oprea                                                      | 17,22 m   | Aleksandr Glavatskiy                                  | 17,05 m   |
| Lanci |                                                                          |           |                                                                   |           |                                                       |           |
| Getto del peso (dettagli) | Manuel Martínez                                                          | 21,26 m   | Joachim Olsen                                                     | 21,23 m   | Pavel Chumachenko                                     | 20,30 m   |
| Prove multiple |                                                                          |           |                                                                   |           |                                                       |           |
| Eptathlon (dettagli) | Roman Šebrle                                                             | 6.280 p.  | Tomáš Dvořák                                                      | 6.165 p.  | Erki Nool                                             | 6.084 p.  |
| record mondiale; record mondiale stagionale; record europeo; record europeo stagionale; record dei campionati; record nazionale; record personale; record personale stagionale. |                                                                          |           |                                                                   |           |                                                       |           |

### Donne
| Specialità | Oro                                                                              | Risultato | Argento                                                            | Risultato | Bronzo                                                               | Risultato     |
| Corse piane |                                                                                  |           |                                                                    |           |                                                                      |               |
| 60 metri (dettagli) | Kim Gevaert                                                                      | 7"16 =    | Marina Kislova                                                     | 7"18      | Georgia Kokloni                                                      | 7"22          |
| 200 metri (dettagli) | Muriel Hurtis                                                                    | 22"52     | Karin Mayr                                                         | 22"70     | Gabi Rockmeier                                                       | 23"05         |
| 400 metri (dettagli) | Natalya Antyukh                                                                  | 51"65     | Claudia Marx                                                       | 52"15     | Karen Shinkins                                                       | 52"17         |
| 800 metri (dettagli) | Jolanda Čeplak                                                                   | 1'55"82   | Stephanie Graf                                                     | 1'55"85   | Elisabeth Grousselle                                                 | 2'01"46       |
| 1500 metri (dettagli) | Yekaterina Puzanova                                                              | 4'06"30   | Elena Iagar                                                        | 4'06"90   | Alesya Turova                                                        | 4'07"69       |
| 3000 metri (dettagli) | Marta Domínguez                                                                  | 8'53"87   | Carla Sacramento                                                   | 8'53"96   | Yelena Zadorozhnaya                                                  | 8'58"36       |
| Corse a ostacoli |                                                                                  |           |                                                                    |           |                                                                      |               |
| 60 metri ostacoli (dettagli) | Linda Ferga                                                                      | 7"96      | Kirsten Bolm                                                       | 7"97      | Patricia Girard                                                      | 7"98          |
| Staffette |                                                                                  |           |                                                                    |           |                                                                      |               |
| Staffetta 4×400 metri (dettagli) | Bielorussia Yekaterina Stankevich Iryna Khliustava Hanna Kasak Sviatlana Usovich | 3'32"24   | Polonia Anna Pacholak Aneta Lemiesz Anna Zagórska Grażyna Prokopek | 3'32"45   | Italia Daniela Reina Patrizia Spuri Carla Barbarino Danielle Perpoli | 3'36"49       |
| Salti |                                                                                  |           |                                                                    |           |                                                                      |               |
| Salto in alto (dettagli) | Marina Kuptsova                                                                  | 2,03 m =  | Dóra Győrffy Kajsa Bergqvist                                       | 1,95 m    | Non assegnata                                                        | Non assegnata |
| Salto in lungo (dettagli) | Niki Xanthou                                                                     | 6,74 m    | Olga Rublyova                                                      | 6,74 m    | Lyudmila Galkina                                                     | 6,68 m        |
| Salto triplo (dettagli) | Tereza Marinova                                                                  | 14,71 m   | Ashia Hansen                                                       | 14,71 m   | Yelena Oleynikova                                                    | 14,30 m       |
| Salto con l'asta (dettagli) | Svetlana Feofanova                                                               | 4,75 m    | Yvonne Buschbaum                                                   | 4,65 m    | Monika Pyrek                                                         | 4,60 m        |
| Lanci |                                                                                  |           |                                                                    |           |                                                                      |               |
| Getto del peso (dettagli) | Vita Pavlysh                                                                     | 19,76 m   | Assunta Legnante                                                   | 18,60 m   | Lieja Koeman                                                         | 18,53 m       |
| Prove multiple |                                                                                  |           |                                                                    |           |                                                                      |               |
| Pentathlon (dettagli) | Yelena Prokhorova                                                                | 4.622 p.  | Naide Gomes                                                        | 4.595 p.  | Carolina Klüft                                                       | 4.535 p.      |
| record mondiale; record mondiale stagionale; record europeo; record europeo stagionale; record dei campionati; record nazionale; record personale; record personale stagionale. |                                                                                  |           |                                                                    |           |                                                                      |               |

## Medagliere
Legenda
     Paese ospitante
| Posizione | Paese       | Oro | Argento | Bronzo | Totale |
| --------- | ----------- | --- | ------- | ------ | ------ |
| 1         | Russia      | 5   | 2       | 4      | 11     |
| 2         | Spagna      | 4   | 3       | 3      | 10     |
| 3         | Polonia     | 4   | 1       | 4      | 7      |
| 4         | Svezia      | 2   | 4       | 1      | 7      |
| 5         | Regno Unito | 2   | 3       | 2      | 7      |
| 6         | Francia     | 2   | 1       | 1      | 4      |
| 7         | Belgio      | 2   | 0       | 0      | 2      |
| 8         | Germania    | 1   | 3       | 2      | 6      |
| 9         | Portogallo  | 1   | 2       | 0      | 3      |
| 9         | Rep. Ceca   | 1   | 2       | 0      | 3      |
| 11        | Ucraina     | 1   | 0       | 2      | 3      |
| 12        | Grecia      | 1   | 0       | 1      | 2      |
| 12        | Bulgaria    | 1   | 0       | 1      | 2      |
| 14        | Slovenia    | 1   | 0       | 0      | 1      |
| 15        | Austria     | 0   | 3       | 0      | 3      |
| 16        | Romania     | 0   | 2       | 1      | 3      |
| 17        | Italia      | 0   | 1       | 1      | 2      |
| 18        | Svizzera    | 0   | 1       | 0      | 1      |
| 18        | Danimarca   | 0   | 1       | 0      | 1      |
| 18        | Ungheria    | 0   | 1       | 0      | 1      |
| 21        | Irlanda     | 0   | 0       | 2      | 2      |
| 21        | Bielorussia | 0   | 0       | 2      | 2      |
| 23        | Paesi Bassi | 0   | 0       | 1      | 1      |
| 23        | Estonia     | 0   | 0       | 1      | 1      |
| 23        | Lettonia    | 0   | 0       | 1      | 1      |
| Totale    | Totale      | 28  | 29      | 28     | 85     |